# Pępice (województwo świętokrzyskie)
Pępice – wieś w Polsce położona w województwie świętokrzyskim, w powiecie kieleckim, w gminie Mniów. Leży w otulinie Suchedniowsko-Oblęgorskiego Parku Krajobrazowego.
W latach 1975–1998 miejscowość położona była w województwie kieleckim.

## Części wsi
| SIMC    | Nazwa         | Rodzaj    |
| ------- | ------------- | --------- |
| 0253400 | Barania Góra  | część wsi |
| 0253416 | Buczyna       | część wsi |
| 0253422 | Doły Pępickie | część wsi |
| 0253439 | Zielona       | część wsi |

## Historia
W Pępicach (dawniej używano także nazwy Pempice) według spisu poborowego z 1573 r. znajdowały się 3 półłanki, mieszkał 1 zagrodnik oraz 1 komornik. W 1827 r. we wsi było już 16 domów i 128 mieszkańców.
We wsi na działce nr 37 znajdował się pomnik przyrody – dąb szypułkowy o średnicy ok. 1,5 m i wysokości ok. 23 m. Został on zniszczony przez nawałnicę w 2006 r.
Według hipotezy prof. Mariana Wolskiego, Potoccy herbu Pilawa wywodzili się od Pampickich z Pampic (Pępic) w powiecie chęcińskim.